# Bianchi 16-24 HP
Der Bianchi 16-24 HP ist ein Pkw-Modell. Hersteller war Bianchi aus Italien.

## Beschreibung
Als Produktionsjahr ist 1905 gesichert, möglicherweise wurde das Modell auch vorher oder nachher hergestellt. Bianchi bot es auch im Vereinigten Königreich an.
Der Vierzylindermotor hatte jeweils zwei paarweise gegossene Zylinder. Der Motor war vorne längs im Fahrgestell eingebaut. Er trieb über eine Welle das in Fahrzeugmitte befindliche Getriebe an. Von dort gingen zwei Ketten zu den Hinterrädern. Der Kraftstofftank befand sich hinter der Hinterachse unterhalb des Rahmens. Die Fahrzeuge hatten Rechtslenkung.
Vom Bianchi 16/22 HP ausgehend, können etwa 4500 cm³ Hubraum angenommen werden.